# Suzanne d'Huart
Suzanne d'Huart, née Suzanne Marie Fleury à Paris (14e arrondissement) le 14 décembre 1923 et morte dans le même arrondissement le 23 avril 2003,  est une archiviste et historienne française.

## Biographie
D'une famille originaire de Saint-Quentin, elle entre à l'École des chartes en 1943, dont elle sort en 1947 après avoir obtenu le diplôme d'archiviste paléographe grâce à une thèse sur les institutions communales de Laon de 1128 à 1331. En 1949, elle est nommée aux Archives nationales où elle fera toute sa carrière.

## Publications
- Inventaire du Chartrier d'Uzès. Imprimerie nationale, 1968.
- Journal de Marie-Amélie, reine des Français (1800-1866), 1980. Prix Broquette-Gonin 1981.
- Brissot : la Gironde au pouvoir, Paris, Robert Laffont, coll. « Les Hommes et l'histoire », 1986, 244 p.